# Elizabeth Ryan (Schwimmerin)
Elizabeth Mary Ryan (* 4. Januar 1923 in New York City; † Mai 1998 in Brooklyn, New York City) war eine Schwimmerin aus den Vereinigten Staaten.

## Karriere
Bei den Olympischen Spielen 1936 in Berlin erreichte die 4-mal-100-Meter-Freistilstaffel mit Mavis Freeman, Bernice Lapp, Olive McKean und Elizabeth Ryan das Finale in 4:47,1 Minuten und war damit die drittschnellste Staffel. Im Endlauf schwammen Katherine Rawls, Bernice Lapp. Mavis Freeman und Olive McKean in 4:40,2 Minuten auf den dritten Platz hinter den Niederländerinnen und den Deutschen. Gemäß den damals gültigen Regeln erhielten Schwimmerinnen, die nur im Vorlauf eingesetzt wurden, keine Medaille.
Elizabeth Ryan startete für die Women’s Swimming Association in New York City. 1937 war sie Meisterin der Amateur Athletic Union über 100 Meter Freistil, 1938 gewann sie den Titel mit der 4-mal-200-Freististaffel.